# Ahistoriska hypotesen
Den ahistoriska hypotesen är en hypotes inom Bibelforskningen, som innebär att den Jesusgestalt som beskrivs i Bibeln inte grundar sig på någon historisk person[källa behövs]. Inom historieforskningen kan man inte alltid uppnå fullständig visshet. Det kan därför vara fullt rimligt att man har mer än en hypotes som handlar om samma historiska händelse och dessa olika hypoteser kompletterar varandra, så länge man inte kan visa att en av dessa hypoteser med överväldigande sannolikhet är den sanna. Det centrala i den ahistoriska hypotesen är alltså frågan om Jesus existerat som en historisk person eller inte. Det skiljer den från Jesusmyten[källa behövs] som säger att det vi tror oss veta om Jesus till stora delar är myter men utesluter inte att han existerat som historisk person.
I fråga om Jesus från Nasaret är två hypoteser möjliga, nämligen antingen att han har existerat som en historisk person eller att han inte har existerat som historisk person. Det är denna senare hypotes som brukar kallas den ahistoriska hypotesen och som beskrivs i den här artikeln. Egentligen har skillnaden mellan hypotesen att Jesus existerat och den ahistoriska hypotesen ingen större historisk betydelse, eftersom vi i vilket fall som helst saknar säkra historiska kunskaper om Jesus och det förblir omstritt vilket historiskt värde de olika berättelserna om Jesus har.
Den ahistoriska hypotesen grundar sig bland annat på: (1) brist på omnämnande av Jesus i samtida historiska texter, (2) brist på tro på Jesus i mänsklig skepnad hos många tidiga kristna tänkare, (3) de stora likheterna mellan Jesus och andra mytiska personer till exempel Mithras och (4) brist på fysiska belägg för att Jesus existerat till exempel i form av samtida avbildningar.

## Ogiltigförklarande av alla historiska referenser
Det finns inga samtida historiska uppgifter om Jesus i de två tidiga kristna skrifterna Didache och Hermas Herden.[källa behövs] I de tidigaste delarna av Nya Testamentet såsom Paulus tidigaste brev saknas biografiska noteringar. Däremot nämns namnet Jesus (vilket betyder JHVH frälser) och det anses av vissa göras anspelningar på hans liv och död. Inte heller andra författare från första århundradet har nämnt Jesus exempelvis, Filon, Seneca den yngre, Plinius den äldre, Marcus Fabius Quintilianus, Plutarkos eller Justus av Tiberias. Inte heller finns Jesus omnämnd i de delar av Dödahavsrullarna (som dock var religiösa skrifter och inte historieböcker) som skrevs under de första årtiondena. Bl.a. företrädare för den ahistoriska hypotesen underkänner källvärdet hos de delar av Nya Testamentet där dateringen är omdiskuterad, till exempel evangelierna. Evangelierna är enligt teorins anhängare främst inte historiska dokument, utan s.k. midrashberättelser. I ett av Josefus arbeten finns ett kort omnämnande av Jesus. Detta omnämnande brukar betecknas Testimonium Flavianum och finns återgivet i artikeln Jesusomnämnandena hos Josefus. Det betraktas dock av många forskare som en interpolation, det vill säga ett senare tillägg, och ger i så fall inget stöd för hypotesen att Jesus existerat som en verklig person i historien.

### Fotnoter
1. ↑  J.M. Roberts, The Penguin History of the World, 1997, sid 256
2. ↑  Svend Erik Stybe, Idéhistorie. Vor kulturs idéer og tanker i historisk perspektiv, s.75, Munksgaard 4. udgave 9. oplag  1996, första utgåvan 1961
3. ↑  John C. Dwyer Church History: Twenty Centuries of Catholic Christianity, s. 6, ISBN 0-8091-3830-1
4. ↑  till exempel 1 Thessalonikerbrevet 2:15, vilken vissa forskare dock anser är en förfalskning; "the four verses from 1 Thessalonians 2:13–16 have been regarded by several scholars as a post-A.D. 70 interpolation for historical, theological, or form-critical reasons" (Michael J. Svigel, P46 as the Earliest Witness of 1 Thessalonians 2:13–16 Arkiverad 25 juli 2008 hämtat från the Wayback Machine., not 1)
5. ↑  Van Voorst R E, Jesus Outside the New Testament: An Introduction to the Ancient Evidence, 2000, sid 19ff
6. ↑  Van Voorst R E, Jesus Outside the New Testament: An Introduction to the Ancient Evidence, 2000, sid 75ff
7. ↑  "The Gospels ... are not historical documents, at least as we understand this phrase today, and they are not biographies of Jesus". - Dwyer, John, Church History: Twenty Centuries of Catholic Christianity, s 6
8. ↑  "Not only do the Gospels contain basic and irreconcilable differences in their accounts of Jesus, they have been put together according to a traditional Jewish practice known as "midrash", which involved reworking and enlarging on scripture." - Doherty, Earl, The Jesus Puzzle: Did Christianity Begin with a Mythical Christ? (1999) ISBN 0-9686014-0-5
9. ↑  "Stories about heroes of the Jewish past were heightened and retold again and again about heroes of the present moment, not because those same events actually occurred, but because the reality of God revealed in those moments was like the reality of God known in the past. As this journey through the Gospels progresses, we will watch this midrashic principle operating time after time". - Spong, John Shelby, Liberating the Gospels: Reading the Bible with Jewish Eyes, s. 36f
10. ↑  Van Voorst R E, Jesus Outside the New Testament: An Introduction to the Ancient Evidence, 2000, sid 81ff.
11. ↑  Feldman, Louis H (1989), “A Selective Critical Bibliography of Josephus”, in Feldman, Louis H & Hata, Gohei, Josephus, the Bible, and History, Leiden: E.J. Brill, ISBN 9004089314, s 430

### Bokkällor
- Martin M The Case Against Christianity, 1991